# مانويل جوميز
مانويل جوميز (بالإسبانية: Manuel Gomez)‏ هو عازف كلارينيت إسباني، ولد في 1859، وتوفي في 1922.